# 도토리국수

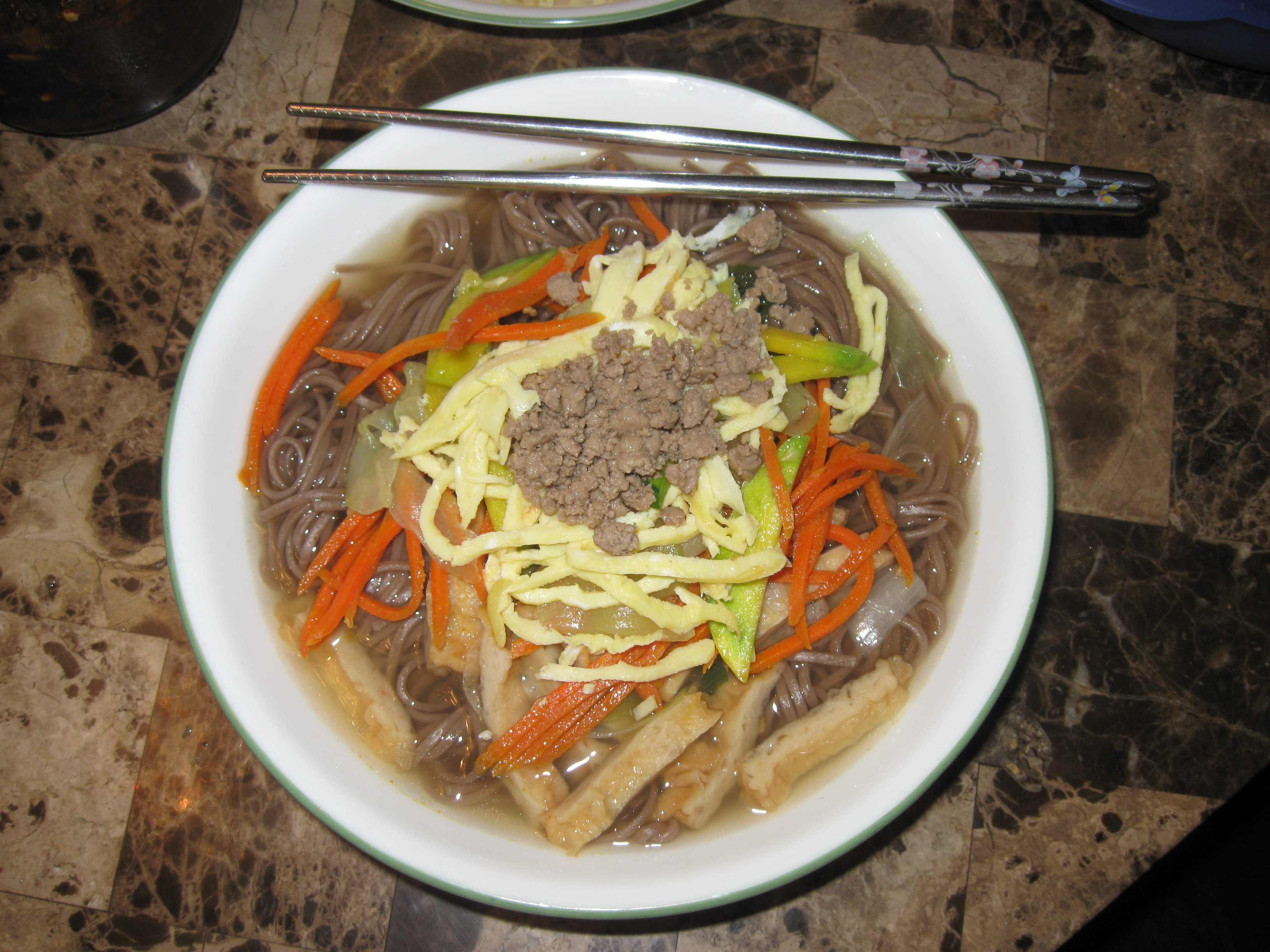

도토리국수는 한국의 국수 요리로 도토리가루나 녹말에 소금과 다양한 곡물(주로 밀가루나 메밀가루)을 혼합하여 만든다.
도토리국수는 졸참나무(학명: Quercus serrata), 떡갈나무(학명: Quercus dentata), 상수리나무(학명: Quercus acutissima) 등에서 채집한 도토리를 이용하는데, 도토리마다 각각 다른 맛과 향이 난다. 그러나 세 나무 모두 참나무속에 속하는 나무로서, 참나무의 모든 열매를 도토리라 명칭하므로 국수에 어떤 도토리가 정확하게 더 많이 포함되는지 알기는 힘들다.

## 기원
대한민국 암사동에 있는 암사선사유적지의 유물들을 보면, 신석기 시대부터 도토리를 먹어왔음을 알 수 있다. 도토리는 쓴 맛이 나는 탄닌 성분을 함유하고 있으므로 먹기 위해서는 여과하는 과정이 필요한데, 유적지에는 맷돌을 이용하여 도토리를 갈아 가루로 만든 흔적이 있다.
도토리국수가 정확히 어디서 가장 처음 만들어졌는지는 알기 힘들다. 그러나, 남한강 유역 경기도 여주에 위치한 오감도토리마을은 참나무가 자라기 적합한 기후와 산악지형을 갖추고 있어 예부터 도토리 수확량이 많았으며 도토리 칼국수 등의 다양한 도토리 음식이 발전하여 왔다. 이로 미루어보아 꽤 오래전부터 도토리국수를 먹었던 것으로 추정할 수 있다.

## 종류
도토리국수는 크게 두 종류로 나눌 수 있다: 녹말가루를 기초로 한 국수와 밀가루를 기초로 한 국수

### 녹말가루
녹말가루를 주재료로 한 도토리국수는 도토리 녹말에 감자 녹말, 쌀녹말, 칡 녹말, 밀가루 등을 혼합하여 만든다. 국수의 두께는 말린 상태에서 약 1.0-1.3mm 정도이며, 질감과 모양은 마치 갈색 플라스틱 막대와 비슷하다. 보통 차갑게 조리하여 먹으며, 도토리녹말이 들어간 국수의 식감은 무척 쫄깃쫄깃한 편이다. 녹말을 기초로 한 대표적인 도토리국수는 도토리냉면이다.

### 메밀가루
메밀가루를 주재료로 한 도토리국수는 도토리가루에 메밀가루를 혼합하여 만든다. 국수의 두께는 말린 상태에서 스파게티 국수와 비슷하게 두꺼우며, 질감과 모양은 일반적인 메밀국수에 비해 거칠고 쉽게 부서지는 편이다. 뜨겁게 먹기도 하고 차갑게 먹기도 하며, 메밀국수에 비해 좀 더 짠맛이 난다. 녹말을 주재료로 한 국수보다 도토리성분이 많이 들어가는 편인데, 도토리에는 항산화물질이 많이 들어있어 건강에 좋다고 알려져있다. 일본에는 '도구리멘(どんぐり)'이라 하여 한국의 도토리국수와 비슷한 국수가 있는데, 한국 것보다 도토리성분이 적은 편이다.

## 같이 보기
- 도토리묵